# Mont Amakazari
Le mont Amakazari (雨飾山, Amakazari-yama) est une montagne du Japon située à la limite des deux préfectures de Niigata et Nagano. Il est classé parmi les 100 montagnes célèbres du Japon.

## Toponymie

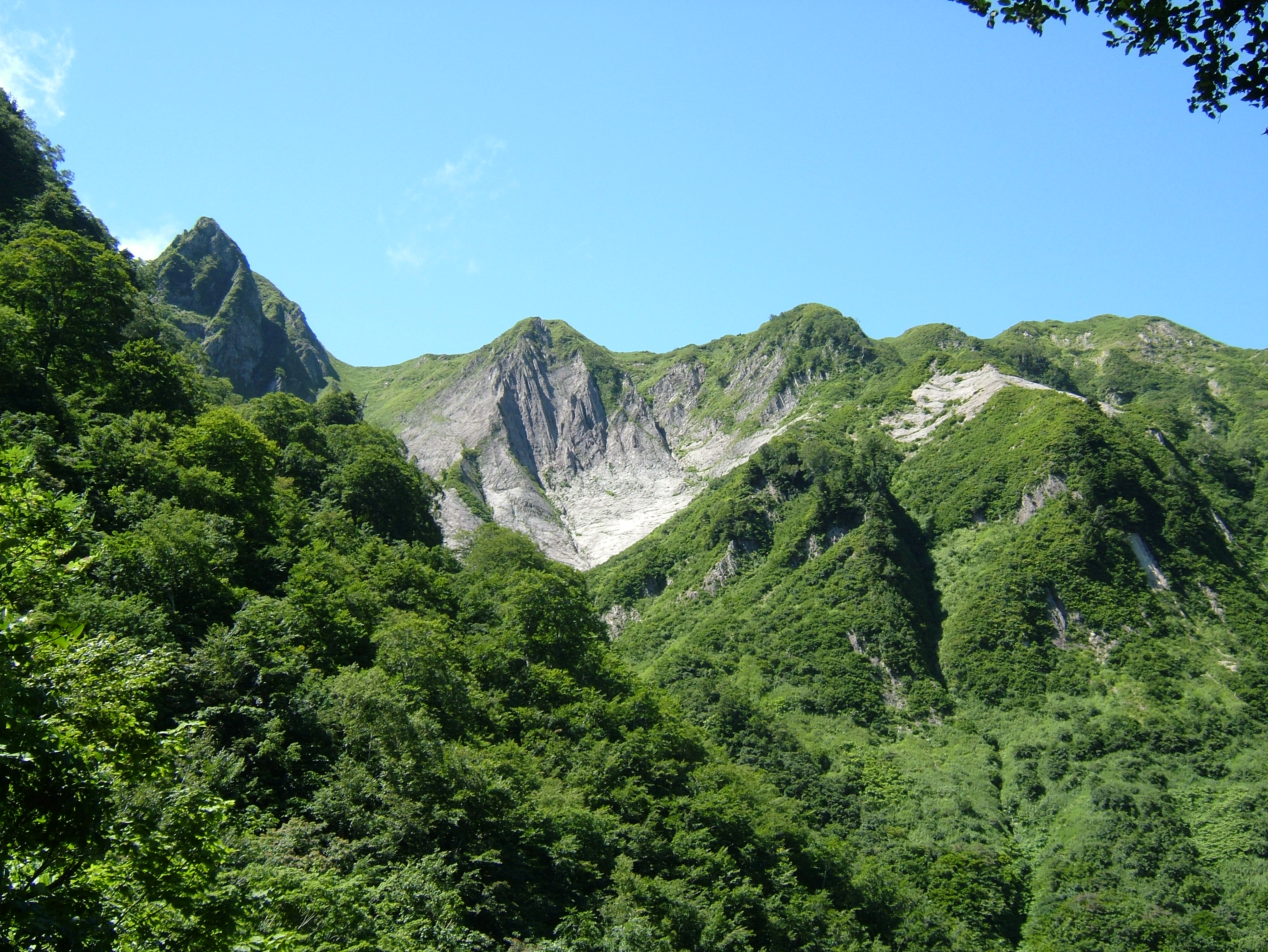
Oreilles de chat.

Selon des documents anciens, un autel (飾, kazari) avait été érigé au sommet du mont Amakazari. Autour de ce monument sacré, des rituels religieux visant à attirer la pluie (雨, ama) étaient pratiqués. Le nom actuel de la montagne fait référence à cette tradition religieuse.
Le sommet de la montagne est constitué de deux pics orientés selon un axe nord-sud ; reliés par un chemin de crête, ils forment une large falaise rocheuse sur le versant est. Ces deux proéminences rocheuses valent au mont Amakazari le surnom d'« oreilles de chat » (猫の耳, neko no mimi).

## Géographie

### Situation, topographie
Le mont Amakazari, dont le sommet culmine à une altitude de 1 963 m, s'étend au nord du village d'Otari (préfecture de Nagano) et au sud-est de la ville d'Itoigawa (préfecture de Niigata). Situé à environ 35 km au nord-ouest de Nagano, capitale de la préfecture de Nagano, il fait partie des monts Kubiki dans le parc national Myōkō-Togakushi Renzan.
Sur son versant oriental naissent des ruisseaux qui forment des cascades, alimentent des marais et viennent grossir, au sud, le fleuve Hime dans la vallée de Hakuba.
La mer du Japon est à environ 18 km, au nord-ouest de la montagne.

### Géologie
Le mont Amakazari est essentiellement composé de roches magmatiques et plus particulièrement de porphyre, de rhyolite et de basalte.

### Faune et flore

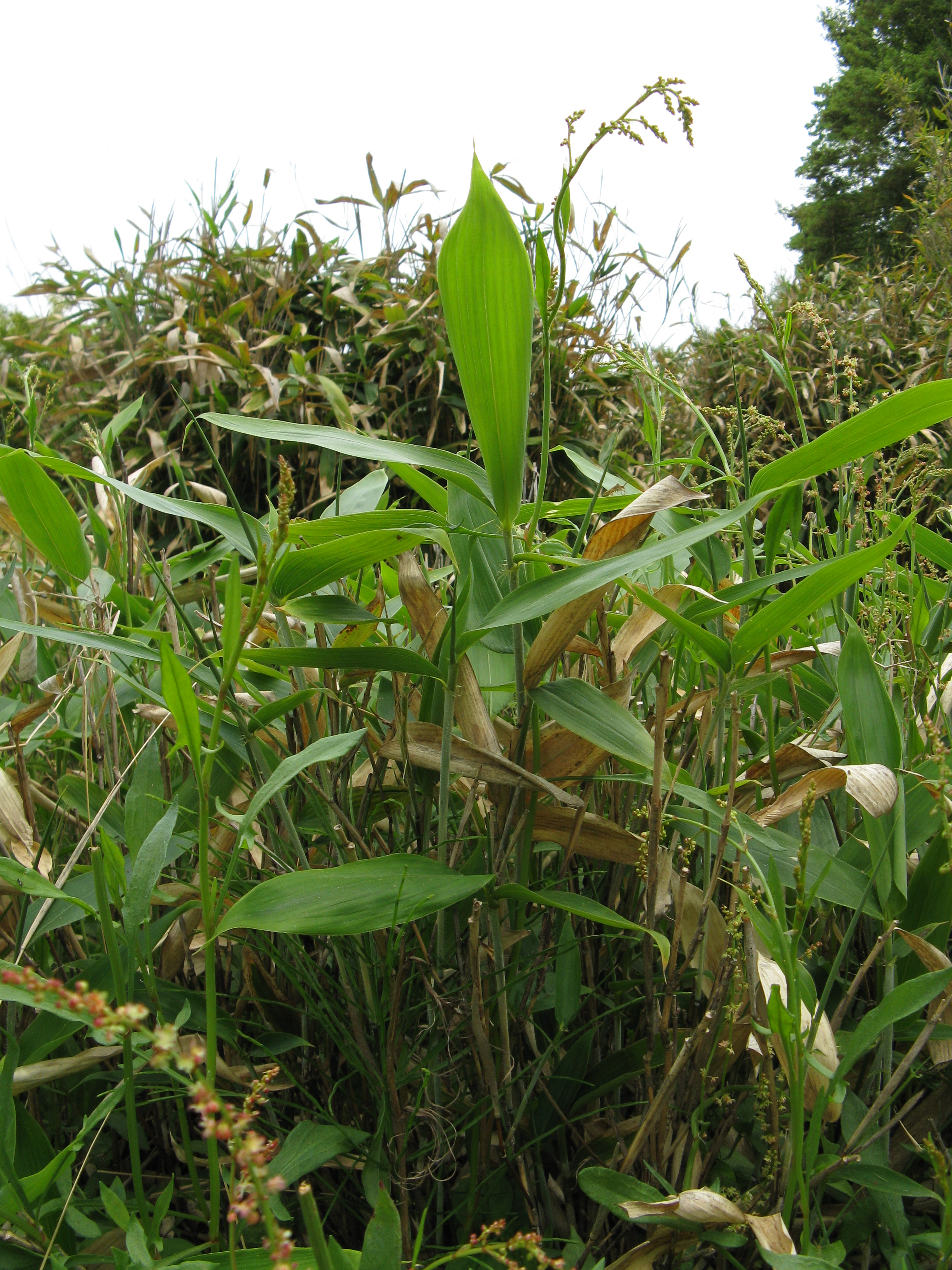
Sasa veitchii, un bambou originaire du Japon.

Le pied du mont Amakazari est couvert d'une dense forêt de hêtres parsemée d'érables du Japon, une configuration végétale particulièrement appréciée des Japonais en automne lorsque les feuilles des érables virent au rouge sang et celles des hêtres au jaune vif.
Aux abords du sommet, à l'altitude de 1 900 m, Sasadaira, un plateau recouvert de bambou et de diverses variétés de plantes alpines, comme la gentiane japonaise, Paris japonica, la très rare orchidée Cypripedium japonicum et une variante japonaise de l'anémone à fleurs de narcisse, constitue une plateforme d'observation panoramique sur la région.

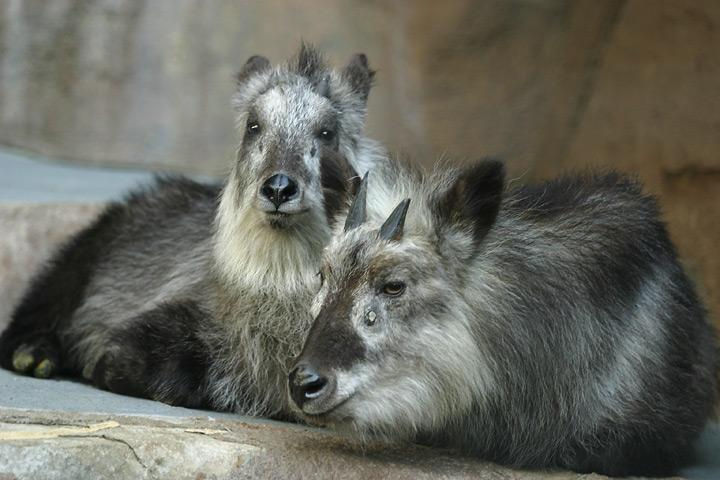
Saro du Japon.

Bien que devenus rares, l'ours noir d'Asie et le saro du Japon peuvent être aperçus sur les pentes boisées du mont Amakazari. La montagne est aussi l'habitat du papillon Parantica sita et d'une sous-espèce de l'hermine endémique du Japon.

## Activités

### Randonnées
Deux sentiers de randonnée permettent l'ascension du mont Amakazari. Le plus ancien a été aménagé au début des années 1960 et débute au pied de la face nord près d'une station thermale portant le nom de la montagne. Le second s'ouvre au pied de la face sud, près de la station thermale Otari (altitude 1 160 m), et s'oriente sud-est vers le col Arasugezawa situé à l'altitude de 1 500 m. Onze bornes en bois marquent, tous les 400 m, le tracé de ce dernier sentier.
Une cinquantaine de mètres avant le sommet, les deux chemins de montagne aboutissent à un plateau recouvert d'une abondante végétation : Sasadaira.
Du sommet, la vue est largement ouverte sur les Alpes du Nord au sud, la fossa magna, la mer du Japon et, par temps très clair, l'île de Sado, au nord.
La hêtraie au contrebas de la montagne est aussi une large étendue de verdure propice à la pratique de la randonnée pédestre et la sylvothérapie, autour de l'étang Kama (altitude 1 190 m), une étendue d'eau d'environ 2 km de circonférence qui héberge des truites et des carpes.
Le mont Amakazari est aussi un géosite rattaché au géoparc de la ville d'Itoigawa par l'ancienne « Route du sel » (塩の道, Shio no Michi) qui permettait autrefois d'acheminer le sel extrait de la mer du Japon jusqu'à l'ancienne province de Shinano, garantissant l'approvisionnement en sel des habitants du centre de l'île de Honshu.

### Ski
En hiver, quelques rares skieurs s'aventurent sur les pentes enneigées du col Arasugezawa.

### Thermalisme

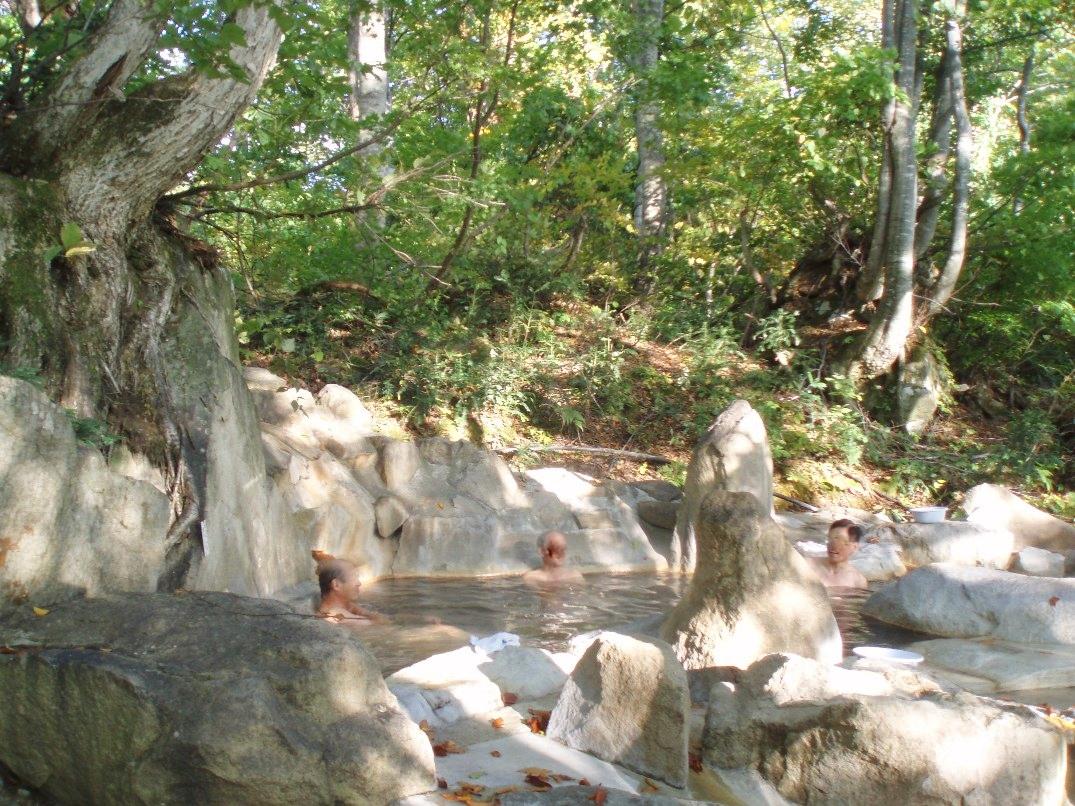
Rotenburo : bains extérieurs du onsen d'Otari.

Situées au pied de la montagne, les stations thermales Amakazari et Otari exploitent les sources chaudes d'origine volcanique. Ces deux onsen possèdent des bains à ciel ouvert.
La station thermale d'Otari est ouverte depuis 1555 et met en valeur une source chaude découverte au milieu du XVIe siècle par un vassal du clan Takeda. Elle aurait servi de lieu secret de détente à Takeda Shingen, un des principaux daimyō ayant combattu pour le contrôle du Japon durant l'époque Sengoku (milieu du XVe siècle - fin du XVIe siècle).